# 藤原季綱
藤原 季綱（ふじわら の すえつな）は、平安時代中期から後期にかけての廷臣・漢詩人。藤原南家貞嗣流、文章博士・藤原実範の四男。官位は従四位上・越後守。

## 経歴
父・実範の後を継いで紀伝道の研鑽に励み、文章生から対策に及第。
後冷泉天皇に蔵人右衛門尉として仕えたのち、後三条朝から白河朝初頭にかけて右衛門権佐（検非違使佐）を務める。承保2年（1075年）備中権介に転じると、肥前権守・三河守・備前守・越後守と20年以上の長きに亘って地方官を歴任した。
一方で、白河院に近臣として仕え、鳥羽の別邸を院に献上。これを拡張し構築されたのが鳥羽殿であり、院政期には政治の中心機構となっている。
白河院政期中期の康和4年（1102年）以前に卒去。

## 人物
漢学者・漢詩人であり、文章生時代の天喜4年（1056年）の殿上詩合に参加している。また、詩作が『本朝無題詩』『本朝続文粋』『朝野群載』『中右記部類紙背漢詩集』などに採録されている。

## 官歴
- 時期不詳：文章生。対策[1]
- 天喜5年（1057年） 日付不詳：蔵人右衛門尉[2]
- 時期不詳：大学頭[1]
- 治暦5年（1069年） 正月27日：右衛門権佐、見従五位上[3]
- 承保2年（1075年） 正月28日：備中権介[4]、止権佐?[5]
- 承暦元年（1077年） 10月20日：見肥前権守[6]
- 承暦4年（1080年） 6月5日：見三河前司[6]
- 応徳3年（1086年） 10月20日：備前守（重任）[7]
- 寛治7年（1094年） 7月16日：越後守、元備前守[8]
- 永長元年（1096年） 12月29日：越後守（重任）[9]
- 康和元年（1099年） 正月21日：見越後守従四位上[10]
- 康和4年（1102年） 9月14日：見故越後守[9]

## 系譜
『尊卑分脈』による。
- 父：藤原実範
- 母：高階業敏の娘
- 妻：藤原親経の娘
  - 男子：藤原友実（1062-1098）
- 妻：藤原通宗の娘
  - 男子：藤原尹通（1081-1122）
  - 男子：藤原実兼（1085-1112） - 信西の父
- 生母不詳の子女
  - 男子：藤原範貞
  - 男子：慶祐
  - 男子：陽仁
  - 男子：尋秀
  - 女子：藤原悦子（?-1115） - 藤原顕隆室、鳥羽天皇乳母[11]
  - 女子：